# بن دیل (ویرجینیای غربی)
بن دیل (به انگلیسی: Ben Dale) یک منطقهٔ مسکونی در ایالات متحده آمریکا است که در شهرستان لویس، ویرجینیای غربی واقع شده‌است. بن دیل ۳۱۴٫۸۶ متر بالاتر از سطح دریا واقع شده‌است.